# 奥斯特里茨 (德国)
奥斯特里茨（德語：Ostritz，發音：[ˈɔstʁɪts] ⓘ，發音：[ˈwɔstʁɔfts]）是德国萨克森州格尔利茨县的城市，面积23.48平方千米，2023年12月31日人口为2,228人。